# Željka Nikolić
Željka Nikolić (født 12. juli 1991 i Priboj) er en serbisk håndboldspiller, der spiller for S.C.M. Craiova og det Serbiens håndboldlandshold.